# 진서 (용경후)
진서(陳署, ? ~ 기원전 182년)는 초한전쟁기 ~ 전한 초기의 군인이다.

## 행적
졸병으로서 고제를 따랐다.
한왕 원년(기원전 206년) 패상(霸上)에서 거병하여 알자(謁者)가 되어 항우를 치고 조구를 죽인 공로로
용후(龍侯)에 봉해지고 식읍 1,000호를 받았다.
고후 6년(기원전 182년)에 죽어 시호를 경(敬)이라 하였고, 아들 진견이 뒤를 이었다.

## 출전
- 사마천, 《사기》 권18 고조공신후자연표(高祖功臣侯者年表)
- 반고, 《한서》 권16 고조공신후자연표(高惠高后文功臣表)